# New York State Route 28
Pour les articles homonymes, voir Route 28.

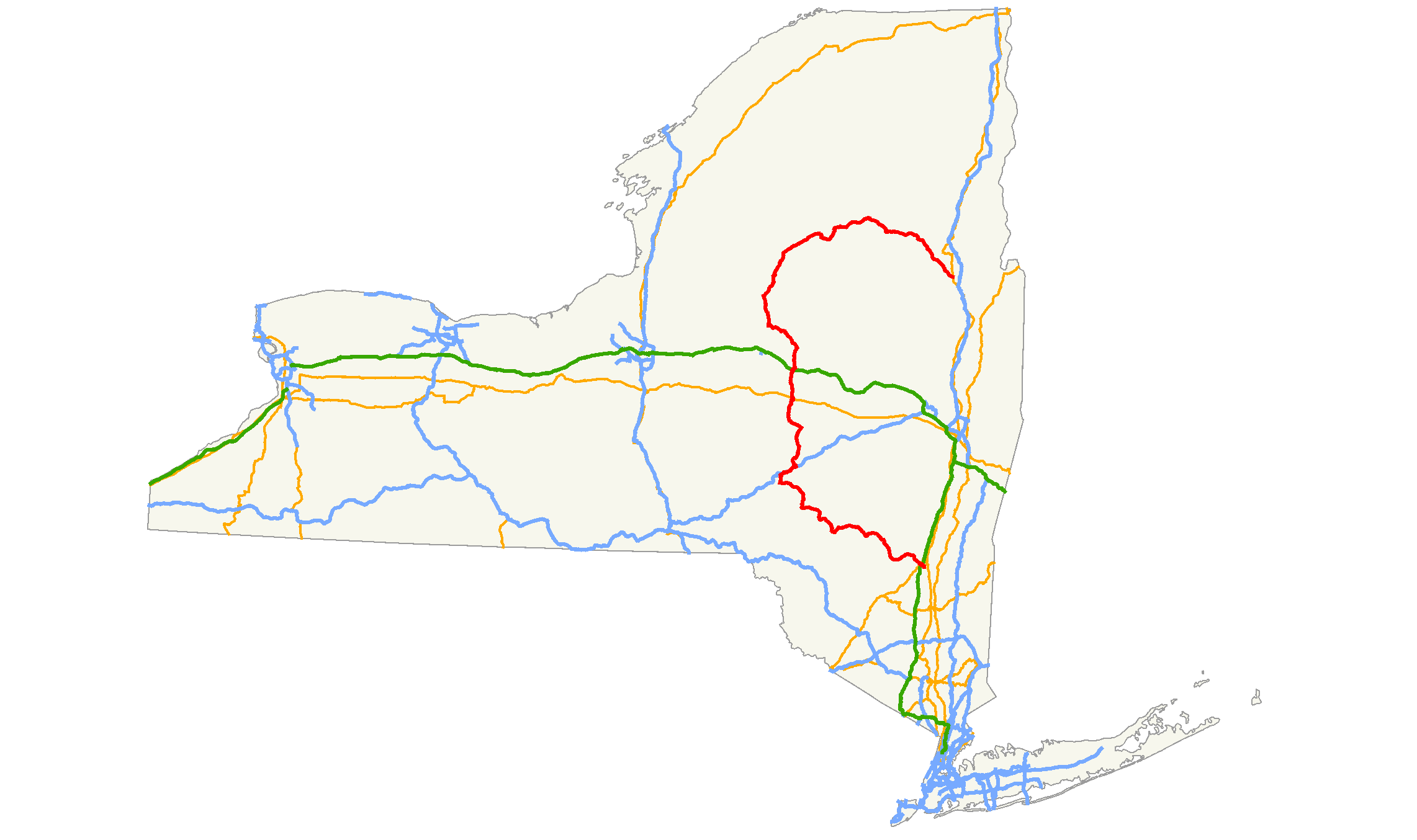
New York State Route 28.

La New York State Route 28 ( NY 28 ) est une autoroute publique s'étendant sur 453,34 kilomètres (281,69 miles)  en forme de "C" entre la ville de Kingston, située dans la vallée de la Hudson, et le sud du comté de Warren, dans l’état de New York. Cette route croise plusieurs autres routes principales, dont l'Interstate 88 (I-88), l'US Route 20 (US   20) et le New York State Thruway à deux reprises. Au sud la NY   28 se termine au niveau de la NY 32 à Kingston et au nord au niveau de l'US 9 à Warrensburg. À Kingston, de la NY 32 jusqu'à au rond-point la liant avec la I-87, la NY 28 est aussi désignée sous le nom Interstate 587.
La NY 28 avait été initialement affectée en 1924 à un alignement allant de Colliersville au sud à Utica au nord en passant par Ilion. De Colliersville à Cooperstown, l’autoroute suivait son itinéraire actuel. En 1930 lors de la renumérotation des autoroutes de l'État de New York, la route fut étendue au sud jusqu'à Kingston et au nord jusqu'à Warrensburg. Dans le même temps, elle fut réalignéée entre Cooperstown et Mohawk pour suivre son itinéraire moderne. Excepté des modifications mineures dans les comtés de Kingston, Oneonta et Oneida, la NY 28 est restée la même jusqu'à aujourd'hui.

## Description de la route

### Comté d'Ulster
Le terminus sud de la Ny 28 est la NY   32 (Albany Avenue) dans la ville de Kingston. La route se dirige vers le nord, puis vers le nord-ouest sur Colonel Chandler Drive qui est une autoroute à quatre voies à accès limité. La chaussée est également désignée I-587, qui commence aussi  à la NY 32. Bien que la Colonel Chandler Drive soit construite selon les normes inter-États, elle n’a pas d’échangeur intermédiaire. Après avoir traversé le cours d'eau  Esopus Creek pour rejoindre Ulster, l'I-587 se termine à un rond - point liant l'I-587 et la NY 28 avec la New York State Thruway (I-87) à la sortie 19.
 À l'ouest de la I-87, l'itinéraire traverse la Blue Line  du parc Catskill et devient le "Onteora Trail". Bien que large de quatre voies, le tracé n'est plus une autoroute à accès limité, car il présente un croisement avec Modica Lane, une rue sans issue située à l'ouest de l'endroit où il passe sur la Thruway. Peu de temps après, l'autoroute est liée à l'US 209 par un échangeur en trèfle. Après l'US 209, la route entre dans une zone rurale alors qu’elle se dirige au nord-ouest vers le centre du parc national.
Près de la pointe est du réservoir Ashokan, dans la ville de Kingston, la NY 28 intersecte le terminus est de la NY 28A . À l'Ouest de la NY 28A, la NY 28 continue vers le nord et l'ouest le long de la limite nord du réservoir. À West Hurley, la route coupe le terminus sud de la NY 375 . Elle longe le réservoir jusqu’à son extrémité ouest, dans la ville d’Olive, où la NY 28A se reconnecte à l'itinéraire. À partir d'ici, les montagnes commencent à peser sur la route, avec le mont Tremper dominant la vue au nord alors que la route continue le long du Esopus Creek dans la ville de Shandaken après avoir dépassé le terminus sud de la NY 212 à Mount Pleasant. À Phoenicia (État de New York), la NY 214 atteint son terminus sud.
Après Phoenicia, les pentes environnantes deviennent plus raides alors que la route et le ruisseau se courbent autour du mont Panther, l'un des sommets des Catskill, au sud. À Allaben, le tunnel de Shandaken passe sous la route, amenant l’eau du réservoir de Schoharie dans la crique. La route et le ruisseau commencent à se courber au sud vers le hameau de Shandaken, où l'hôtel de ville situé du côté sud de la route est suivi du terminus sud du segment nord de la NY 42.En continuant sur la NY 28 en direction du sud-ouest, la vallée devient moins développée. Balsam Mountain, un autre sommet élevé, se profile à l’avant.
Le terminus nord du segment sud de la NY  42 marque le petit hameau de Big Indian, que Esopus Creek traverse pour la dernière fois avant de se diriger vers le sud jusqu'à sa source au lac Winnisook. La route entame alors une montée soutenue sur les deux prochains miles en longeant Birch Creek, un affluent de l'Esopus, jusqu'à Pine Hill. Sur la route menant à la station de ski Belleayre, à Highmount, dernier croisement avant qu'elle quitte le parc Catskill et pénètre dans le comté de Delaware, il s’agit pour la première fois d’une route nord-sud.

### Désignation commémorative

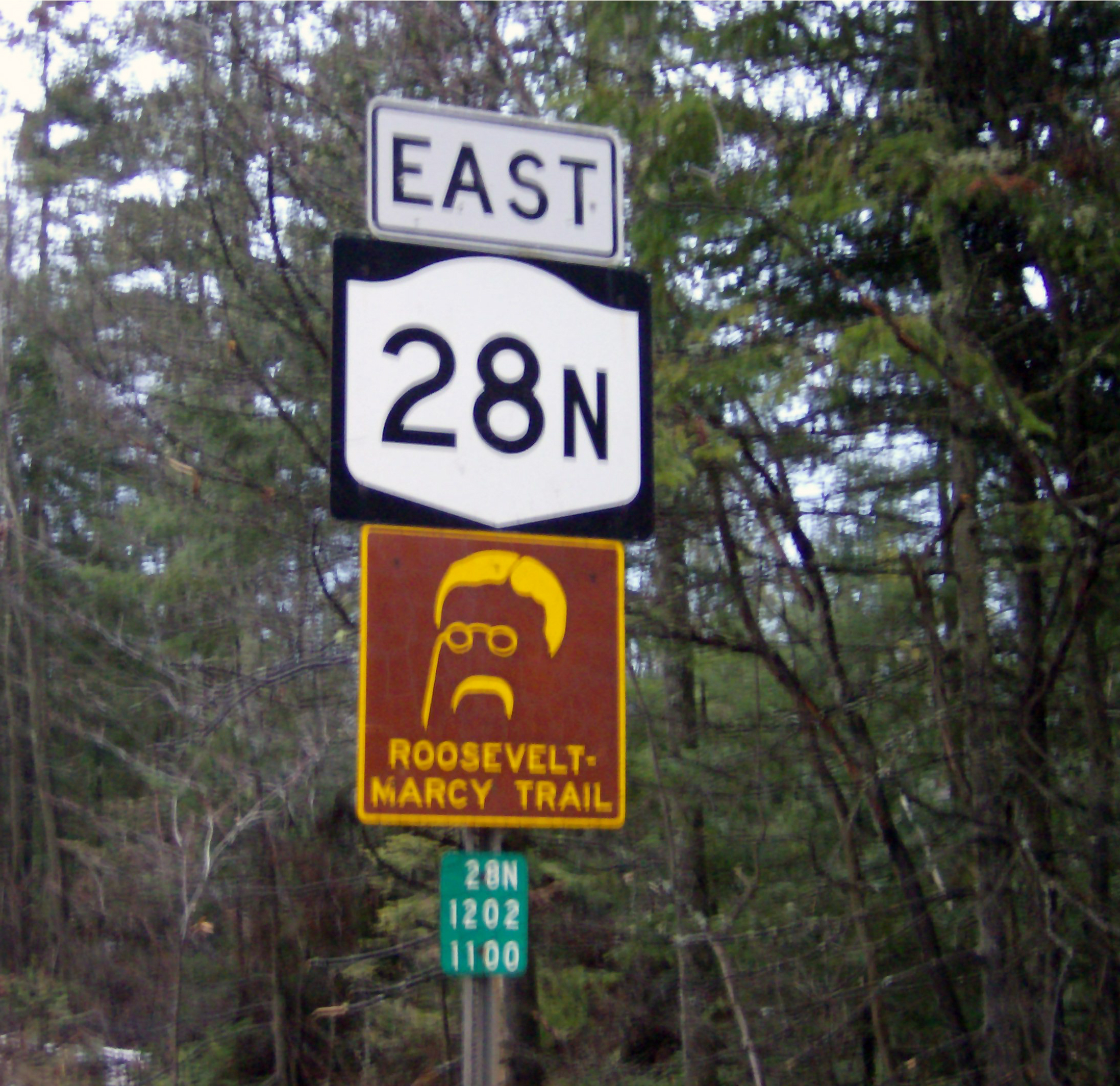
Panneau de la NY 28N avec un panneau Roosevelt-Marcy Trail

Le 14 septembre 2004, le gouverneur George E. Pataki annonca que 1 mile (1,6 km) de l’autoroute située  dans la ville de Hurley, dans le comté d’Ulster, devait être désignée comme "New York State Troopers T. Michael Kelly and Kenneth A. Poorman Memorial Highway". En mai 2000, les policiers d’État Kelly et Poorman avaient été tués dans cette partie de la NY 28, quand leur voiture de police avait été percutée par un semi-remorque.

## Itinéraires suffixes
- NY 28A (19,82 miles (31,90 km)) est un itinéraire alternatif de la NY 28 le long de la limite sud du réservoir Ashokan dans le comté d'Ulster[2].
- NY 28B était une voie de raccordement reliant la NY 28 à Remsen à Prodans comté d'Oneida. La NY 28B fut tronquée à Prospect au début des années 1950 [3],[4] et supprimée au milieu des années 1960[5],[6].
- NY 28N (50,95 miles (82 km)) est une alternative à la NY28 entre Long Lake et North Creek dans le parc Adirondack[2].